# Großsteingrab Venslev Marker 3
Das Großsteingrab Venslev Marker 3 ist eine megalithische Grabanlage der jungsteinzeitlichen Nordgruppe der Trichterbecherkultur im Kirchspiel Ferslev in der dänischen Kommune Frederikssund.

## Lage
Das Grab liegt südöstlich von Venslev auf einem Feld. In der näheren Umgebung gibt bzw. gab es zahlreiche weitere megalithische Grabanlagen.
Wenige Meter nordöstlich wurde 1985 das bronzezeitliche Kulthaus von Sandagergård entdeckt.

## Forschungsgeschichte
In den Jahren 1873 und 1942 führten Mitarbeiter des Dänischen Nationalmuseums Dokumentationen der Fundstelle durch. Weitere Dokumentationen erfolgten 1989 durch Mitarbeiter der Forst- und Naturbehörde und 2016 durch Mitarbeiter des Roskilde Museums.

## Beschreibung
Die Anlage besitzt eine Hügelschüttung unbekannter Form mit einer ost-westlichen Länge von 9 m, einer nord-südlichen Breite von 7,5 m und einer Höhe von 0,9 m im Nordwesten bzw. 2 m im Südosten. Eine steinerne Umfassung ist nicht erkennbar.
Die Grabkammer ist als Polygonaldolmen anzusprechen (der Bericht von 1989 spricht hingegen von einem rechteckigen Grundriss). Sie ist nordwest-südöstlich orientiert. Sie hat eine Länge von 1,8 m und eine Breite von 1,4 m. Die Kammer bestand ursprünglich aus fünf Wandsteinen, von denen heute noch drei in situ erhalten sind. Ein Wandstein liegt verschleppt etwa 2 m von seinem ursprünglichen Standort entfernt, ein weiterer fehlt. Im Südosten befindet sich der Zugang zur Kammer. Der Deckstein ist ins Innere der Kammer gestürzt.